# Buch (Bieberehren)
Buch ([buːx] ) ist ein Gemeindeteil der Gemeinde Bieberehren im unterfränkischen Landkreis Würzburg in Bayern.

## Geografische Lage
Das Pfarrdorf Buch liegt im äußersten Osten des Gemeindegebietes von Bieberehren. Nördlich beginnt das Gebiet der Gemeinde Aub, die Gemarkung von Burgerroth mit der romanischen Kunigundenkapelle liegt Buch am nächsten. Im Osten und im Süden liegt die Gemeinde Creglingen im Main-Tauber-Kreis in Baden-Württemberg. Buch ist von den Gemarkungen Waldmannshofen und Reinsbronn umgeben. Südwestlich fließt die Tauber in einiger Entfernung am Dorf vorbei. Der Westen wird von Bieberehren eingenommen.

## Geschichte
Die Geschichte des Ortes Buch ist eng mit der von Bieberehren verbunden. Buch entstand erst während des Mittelalters, allerdings war die Gemarkung bereits in der Jungsteinzeit zumindest zeitweise besiedelt. Dies belegen Bodendenkmäler um das Dorf. Wie Baldersheim und Burgerroth war Buch im Mittelalter Teil des Rittergutes Reichelsberg. Die Dorfherrschaft hatten damals die Herren von Hohenlohe-Brauneck inne.
Mit dem Aussterben der Adeligen gelangten die Dörfer im Jahr 1390 an das Hochstift Bamberg. Bischof Lamprecht von Bamberg tauschte jedoch bald das Dorf gegen Besitzungen bei Burgebrach mit dem Diözesan von Würzburg. Die Reichelsburg als Verwaltungssitz wurde als Lehen an die Herren von Weinsberg vergeben. Nachdem das Geschlecht im Mannesstamm erloschen war, erhielt der Würzburger Fürstbischof Konrad von Thüngen den Verwaltungsbezirk mit dem Dorf Buch.
Das Hochstift Würzburg wurde im Jahr 1803 säkularisiert und die Dörfer kamen, nach einer Zwischenzeit im Großherzogtum Würzburg, 1814 an das Königreich Bayern. Der Wallfahrtsort Kunigundenkapelle fiel an die Gemarkung von Burgerroth, allerdings wird sie bis heute von der Gemeinde Buch betreut. Erst als die Brücke über die Gollach im Zweiten Weltkrieg gesprengt wurde, erhielt Buch einen eigenen Friedhof, weil bisher die Toten um die Kapelle bestattet worden waren. Buch kam 1978 an die Gemeinde Bieberehren.

## Baudenkmäler
Den Mittelpunkt des Dorfes bildet die katholische Kirche der Kreuzauffindung. Sie wurde im Jahr 1859 errichtet und ist ein neugotischer Saalbau mit Satteldach und nördlichem Fassadenturm mit Spitzhelm. Der Ort wird von vielen Bildstöcken und Kleindenkmälern geprägt. Die ältesten dieser Objekte stammen aus dem 17. Jahrhundert und sind Ausdruck der Volksfrömmigkeit der Bewohner.